# Список похованих на Лісовому кладовищі Києва
Лісове кладовище — найбільший некрополь лівобережної частини Києва, розташований на Лісовому масиві, за адресою: вулиця Крайня, 3. У цьому списку наведені енциклопедично значущі люди, які поховані на кладовищі.

## Державні, політичні та громадські діячі
- Войтенко Олександр Михайлович
- Діченко Альберт Миколайович (ділянка № 111а)
- Куньов Іван Павлович (ділянка № 2)
- Мельнічук Сергій Іванович
- Олійник Борис Степанович
- Радутний Сергій Іванович
- Тарасова Олександра Станіславівна
- Хмарук Петро Андрійович

## Науковці

### Медики
- Григоров Юрій Григорович (ділянка № 111а)
- Дольницький Олег Володимирович
- Пасько Володимир Васильович
- Танасієнко Іван Денисович (ділянка № 14)
- Юнда Іван Федорович

### Біологи
- Рубцов Леонід Іванович
- Стефанов Олександр Вікторович
- Цудзевич Борис Олександрович (ділянка № 111а)

### Техніки
- Байдюков Георгій Петрович
- Драганов Борис Харлампійович
- Дятлов Анатолій Степанович
- Самотокін Борис Борисович (ділянка № 111а)
- Севбо Платон Іванович

### Фізики, математики
- Горбачук Мирослав Львович

### Хіміки
- Синиця Анатолій Данилович

### Археологи
- Бондар Микола Миколайович
- Козак Денис Никодимович

### Геологи
- Руденко Федір Андрійович

### Географи
- Синявський Антін Степанович

### Історики
- Варварцев Микола Миколайович
- Полурез Володимир Іванович (ділянка № 111)

### Літературознавці
- Дунаєвська Лідія Францівна

### Кінознавці, театрознавці, мистецтвознавці
- Кобальчинська Романа Романівна
- Ковтун Тетяна Іванівна (ділянка № 113)
- Потапова Майя Марківна
- Яблонська Галина Людвігівна

### Філологи
- Пилинський Микола Миколайович
- Тоцька Ніна Іванівна

### Правознавці
- Задорожній Олександр Вікторович

### Інші
- Ладан Олександр Феодосійович

## Митці

### Художники
- Балановський Юрій Васильович
- Данильчук Василь Павлович
- Кривенко Михайло Ілліч
- Лисецька Євгенія Сергіївна
- Тетянич Федір Костянтинович
- Шарай Ганна Григорівна

### Письменники, перекладачі
- Антоненко-Давидович Борис Дмитрович
- Білик Іван Іванович
- Бойко Вадим Якович
- Гордєєв Семен Мойсейович
- Забаштанський Володимир Омелянович
- Сагайдак Григорій Іванович

### Архітектори, скульптори
- Грицюк Михайло Якимович
- Мазепа Всеволод Григорович (ділянка № 111)
- Римар Петро Олексійович

### Актори
- Бакштаєв Леонід Георгійович
- Гнеповська Неоніла Федорівна
- Капка Дмитро Леонтійович
- Кошелева Маргарита Миколаївна
- Крітенко Юрій Григорович
- Мілютін Олександр Миколайович (ділянка № 82)
- Перфілов Лев Олексійович (ділянка № 108)

### Режисери, оператори
- Шерстобитов Євген Фірсович (ділянка № 4)

### Музиканти, композитори
- Ануфрієнко Анатолій Васильович
- Васько Геннадій Іванович (ділянка № 111)
- Жилінський Олександр Євгенович
- Конощенко Володимир Федорович
- Ларкін Сергій Олександрович (Ларсон)
- Петриченко Віктор Вікторович
- Реус Валентин Миколайович
- Різоль Микола Іванович
- Скалецький Родіон Андрійович

### Інші
- Собко Серафим Володимирович

## Журналісти
- Бондаренко Олександр Михайлович
- Коломієць Михайло Петрович
- Франков Артем Вадимович
- Цеков Юрій Іванович (ділянка № 61а)

## Спортсмени
- Богачик Сергій Анатолійович
- Горбаченко Юрій Семенович
- Євсєєв Василь Аркадійович (ділянка № 79)
- Євсєєв Євген Васильович (ділянка № 79)
- Капличний Володимир Олександрович
- Колотов Віктор Михайлович (ділянка № 76а)
- Кравчук Валентин Іванович
- Куцев Анатолій Миколайович (ділянка № 111)
- Овчаров Віталій Васильович
- Пузач Анатолій Кирилович
- Терещук Борис Павлович (ділянка № 111)
- Трояновський Валентин Миколайович
- Уткін Валентин Павлович
- Шаблінський Володимир Олексійович
- Шияновський Владислав Іванович

## Військовослужбовці
- Мальков Микола Іванович

### Учасникиросійсько-української війни
- Аболмасов Андрій Вікторович
- Агаєв Рафаіл Рамізович
- Артюх Юрій Іванович
- Бабенко Олександр Володимирович
- Баула Сергій Миколайович
- Бєлофастов Геннадій Миколайович
- Богачов Олег Олексійович
- Бойко Олександр Борисович
- Бондар Віктор Миколайович
- Бондаренко Володимир Олександрович
- Бочаров Роман Олександрович
- Бурба Євген Володимирович
- Вдовенко Андрій Олександрович
- Воробйов Владислав Валентинович
- Грузовенко Олександр Сергійович
- Дурмасенко Олексій Олегович
- Єжов Володимир Анатолійович
- Звінник Олександр Іванович
- Ільницький Сергій Володимирович
- Карась Володимир Васильович
- Клепіков Олександр Сергійович
- Ковальчук Микола Михайлович
- Кондель Данііл Олексійович
- Коханівський Микола Миколайович
- Кочетков-Сукач Володимир Вячеславович
- Кравчук Володимир Сергійович
- Лавровський Назарій Юрійович
- Литвинський Юрій Олексійович
- Олійник Віталій Петрович
- Онікієнко Олег Олександрович
- Палига Володимир Михайлович
- Петренко Максим Віталійович
- Петрученко Микола Вікторович
- Підлубний Олександр Володимирович
- Прищепюк Андрій Миколайович
- Самодєлов Сергій Тимофійович
- Січкар Юрій Анатолійович
- Сумський Дмитро Михайлович
- Тимошенко Роман Васильович
- Чабан Сергій Петрович
- Шевченко Ігор Станіславович
- Шевченко Олександр Петрович
- Шишко Олександр Сергійович
- Яловцов Максим Вадимович

## Кримінальні авторитети
- Поліщук Володимир Валерійович («Чайник»)
- Прищик Валерій Іванович («Прищ»)
- Ткаченко Ігор Анатолійович («Череп»)

## Герої

### України
- Баранов Борис Олександрович (ділянка № 108)
- Веремій В'ячеслав Васильович (ділянка № 120)
- Верхогляд Микола Якович (ділянка № 126)
- Лєщєнков Іван Геннадійович
- Лисенков Вадим Миколайович
- Пісковий Руслан Валерійович
- Плеханов Олександр Вікторович (ділянка № 113)
- Федосов Андрій Миколайович
- Церахто Дмитро Валерійович
- Шаповал Сергій Борисович (ділянка № 43)

### Радянського Союзу
- Бійма Іван Спиридонович
- Верняєв Анатолій Якович
- Волков Михайло Карпович (ділянка № 8)
- Головко Павло Андрійович
- Забояркін Олександр Васильович
- Калінін Гаврило Григорович
- Каравай Павло Петрович
- Костенко Григорій Васильович
- Котлярський Борис Моїсейович
- Маркелов Микола Григорович
- Міщенко Олексій Дмитрович
- Молчанов Олексій Михайлович
- Скитиба Борис Якович
- Тертишний Петро Вакулович
- Фомін Сергій Семенович
- Фофанов Олексій Іванович (ділянка № 3)
- Щербина Василь Іларіонович
- Яновський Іван Іванович

### Соціалістичної Праці
- Степанчук Петро Олексійович

## Галерея

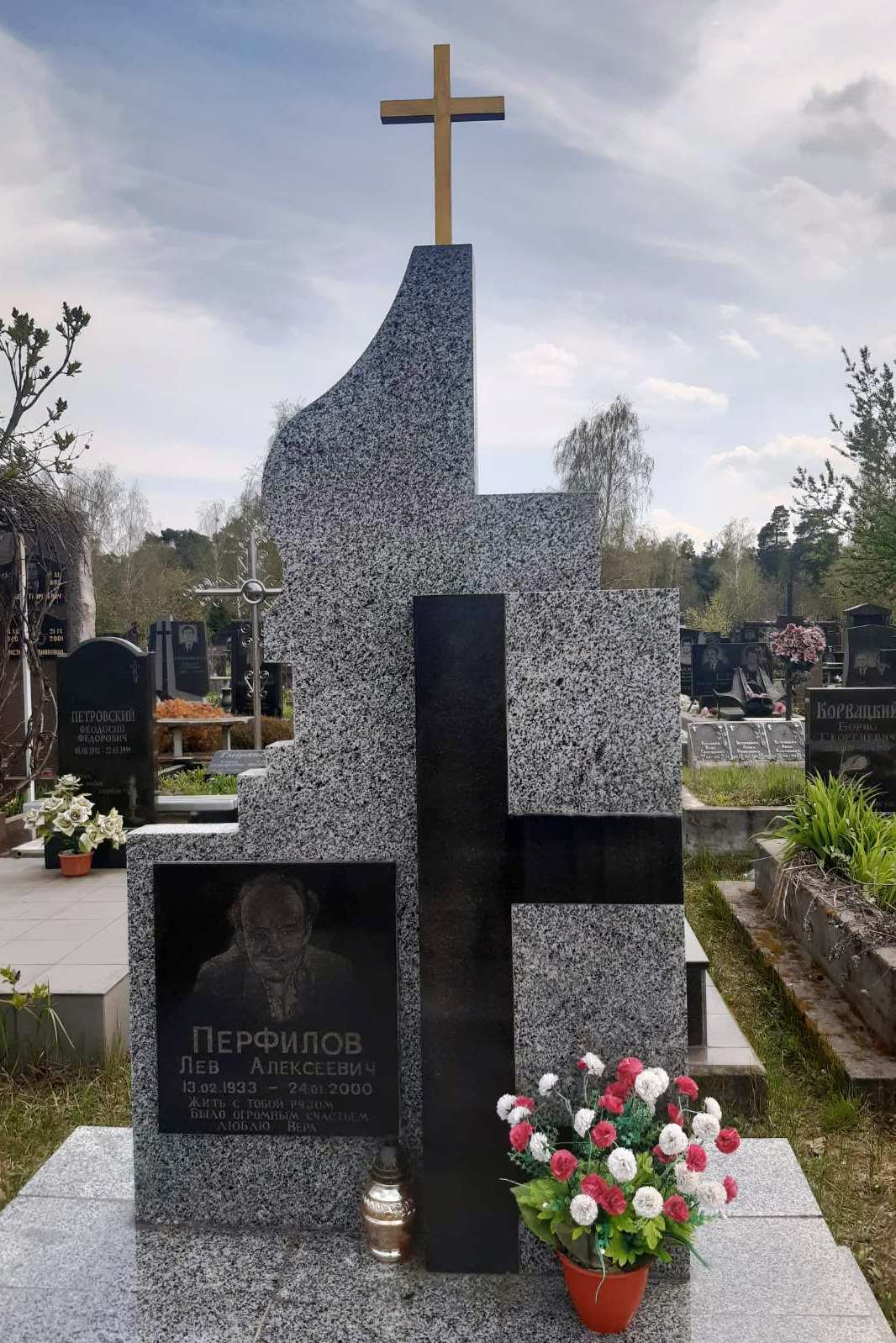
Могила актора Льва Перфілова, ділянка № 108
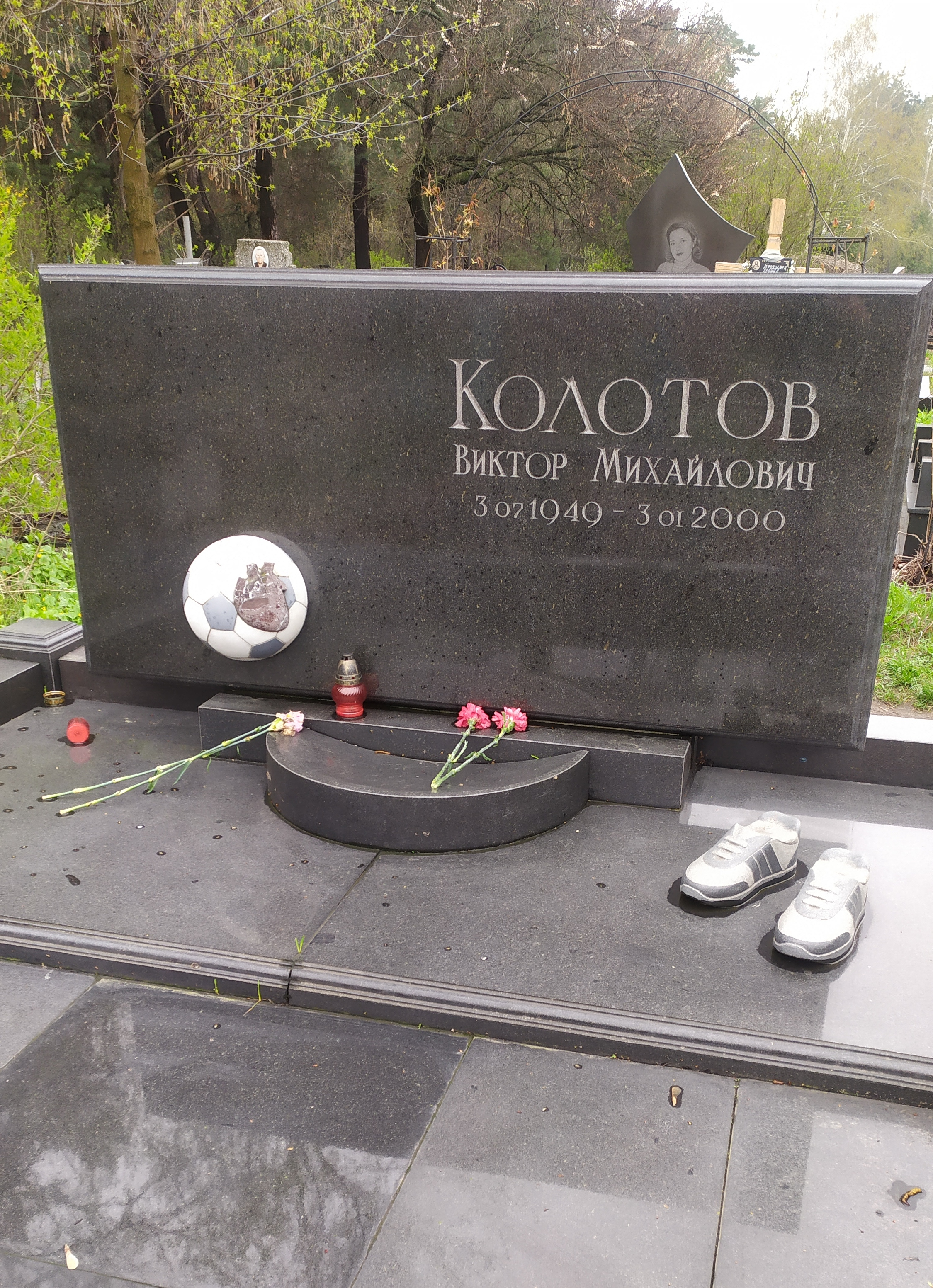
Могила футболіста Віктора Колотова, ділянка № 76а
Могила науковця-геронтолога Юрія Григорова, ділянка № 111а
Могила Героя Небесної Сотні Олександра Плеханова, ділянка № 113
Могила оперного співака Геннадія Васька, ділянка № 111
Могила Героя Радянського Союзу Михайла Волкова, ділянка № 8
Могила письменника Бориса Антоненка-Давидовича